# Falkon
Falkon (precedentemente QupZilla) è un browser web libero e open-source basato su Qt WebEngine e a sua volta su Chromium. 
A partire da luglio 2019, openMandriva utilizza Falkon come browser predefinito anziché Firefox.

## Caratteristiche
Falkon fornisce diversi set di icone e altri elementi per personalizzare l'aspetto del browser, rendendolo più simile a quello nativo del sistema operativo usato dall'utente. Alcune funzionalità aggiuntive del browser includono l'aggiunta della cronologia, feed e segnalibri in un'unica posizione, la possibilità di fare uno screenshot dell'intera pagina e una home personalizzata con scorciatoie, simile a quella di Opera. È stato stimato che consuma meno risorse di sistema rispetto ai principali altri browser, quali Firefox e Google Chrome.
Falkon utilizza il framework Qt cross-platform e offre un AdBlock integrato. Per impostazione predefinita, questo adblocker inserisce nella whitelist le pagine del motore di ricerca predefinito di Falkon, DuckDuckGo. Esiste una versione "portatile" (che quindi non necessita di installazione) per Windows. Falkon è anche distribuito tramite PortableApps. 

## Storia
Lo sviluppo è stato avviato come un progetto di ricerca nel 2010. La prima versione di anteprima, scritta in Python (utilizzando la libreria PyQt), era pronta a dicembre 2010. Nel 2011 il codice sorgente è stato riscritto in C++ con l'obiettivo di creare un browser web portatile, per un uso generico, basato su QtWebKit, con l'obiettivo iniziale di poter integrare l'aspetto di più ambienti desktop tra cui Microsoft Windows, GNOME e KDE Plasma. La versione 1.6.6 (maggio 2014) supportava ancora Windows 2000. 
Il 30 marzo 2016 è uscito QupZilla 2.0, segnando il passaggio da QtWebKit a Qt WebEngine. 
Il 10 agosto 2017, lo sviluppatore di QupZilla, David Rosca, ha annunciato in un post sul blog che QupZilla era diventato un progetto KDE. Dopo l'uscita di Qupzilla 2.2 il progetto è stato rinominato Falkon. KDE Falkon 3.0 è disponibile dal 27 febbraio 2018.